# Cratere Giclas
Giclas è un cratere sulla superficie di Plutone.